# Richard-Wossidlo-Gymnasium (Waren)
Das Richard-Wossidlo-Gymnasium in Waren (Müritz) ist ein allgemeinbildendes Gymnasium, das zum Abitur (allgemeine Hochschulreife) führt.
Schulträger ist der Landkreis Mecklenburgische Seenplatte. Es wurde nach dem Mecklenburger Volkskundeforscher Richard Wossidlo benannt und behielt diesen Namen auch in der Zeit des Nationalsozialismus und der DDR.

## Geschichte

### Altes Gymnasium
Nachdem Rat und Bürgerschaft der Stadt Waren 1867 den Bau eines Gymnasiums beschlossen hatten, wurde das Richard-Wossidlo-Gymnasium am 4. Februar 1869 als „Städtisches Progymnasium der Stadt Waren (Müritz)“ gegründet. Das Hauptgebäude wurde vom Warener Baumeister Ludwig Fehmer nach Entwürfen von Hofbaurat a. D. Georg Adolf Demmler im Stil der Neorenaissance gebaut. Unter Direktor Eugen Briegleb eröffneten vier Klassen für insgesamt 69 Jungen. Ab 1871 beherbergte das Gymnasium auch eine Kinderbewahranstalt (Hort). Zu Ostern 1872 wurde es „Städtisches Gymnasium“. 1879 kam es zu einem Schüleraufstand. Als Grund gaben die Schüler „Überbürdung“ mit Aufgaben an.
Von 1886 bis 1922 war Richard Wossidlo Lehrer für Latein und Griechisch an dieser Schule. 1894 wurde die Schule wegen einer Augenentzündung, an der 103 von 128 Schülern erkrankten, für neun Tage geschlossen. Ein Schulsportklub wurde am 1. März 1911 gegründet, 1913 folgte ein schuleigener Bootsschuppen am Tiefwarensee. Für die Mobilmachung stellte die Schule im April 1913 dem Großherzoglichen Bezirkskommando das ehemalige Mädchenzimmer als Arrestlokal zur Verfügung.
Nach Gründung eines Schulorchesters 1928 kaufte sich die Schule – teilweise finanziert durch Schülerspenden – einen Steinway-Flügel, der heute noch in der Kreismusikschule steht. Am 28. Februar 1932 erfolgte die staatliche Anerkennung der Schule als Reformrealgymnasium.
Aus Anlass des 80. Geburtstages von Richard Wossidlo wurde die Schule am 26. Januar 1939 in Richard-Wossidlo-Gymnasium umbenannt. 1945 wechselte die Nutzung des Hauptgebäudes häufig. Im Januar, während er Endphase es Zweiten Weltkriegs, wurde es als Flüchtlingslager und als Heereslazarett genutzt, im März als Kaserne der russischen Garnison mit einer Arrestzelle im Keller. Nach Kriegsende zog im Juli die Polizeischule einer deutsch-russischen Polizeitruppe ein. Am 10. September erfolgte die Rückgabe der Schule von der Militärverwaltung an die Abteilung Kultur und Volksbildung der sowjetischen Besatzungszone und am 1. Oktober 1945 konnte der reguläre Schulbetrieb wieder aufgenommen werden.
Es entstand eine Schülerselbstverwaltung unter Leitung eines Schülerrates. Initiator und Leiter war Ernst Schmutzer (damals Schüler, bis 1993 Rektor der Uni Jena). Es wurden ein Schülerchor und -orchester, eine Laienspielgruppe und ein Philosophiezirkel gegründet.
1961 wurde das Gymnasium zur Erweiterten Oberschule. 1982 erfolgte der Auszug aus dem jetzigen und damaligen Hauptgebäude in einen neuen DDR-Einheitsplattenbau in der Goethestraße. Nach der Wende in der DDR und der deutschen Wiedervereinigung erfolgte mit dem Schuljahr 1990/1991 die Neugründung der Schule als Richard-Wossidlo-Gymnasium. Sie wurde durch die ehemalige Gustav-Sobottka-Oberschule im Plattenbau direkt nebenan erweitert.
Nach der Grundsteinlegung 1999 zog die Schule 2001 abermals um. Die neuen Gebäude umfassen neben dem historischen Haupthaus und der denkmalgeschützten Turnhalle auch die Gebäude der ehemaligen Goetheschule und zwei Neubauten.

### Turnhalle
1908 verkaufte Gastwirt Berbaum sein Grundstück zwischen Denkmalstraße (heute Wossidlostraße) und Jungfernsteig (heute Am Tiefwarensee) für 29.000 Mark an die Stadt. Im selben Jahr begannen die Bauarbeiten für die alte Turnhalle, die dann im Mai 1909 der Benutzung übergeben wurde. Das expressiv wirkende Gebäude ist die älteste noch in der ursprünglichen Nutzungsart befindliche Turnhalle Norddeutschlands und steht unter Denkmalschutz. Im Rahmen der Umbauarbeiten wurde eine neue Sporthalle angebaut. Die sogenannte Jahn-Halle, die jetzt aus zwei Sporthallen besteht, wird häufig für Festveranstaltungen genutzt wird und von zahlreichen Vereinen in Anspruch genommen.

### Ehemalige Goetheschule
1898 wurde das Gebäude in historisierenden Formen auf dem Areal der ehemaligen Berbaumschen Gastwirtschaft, an die noch die Bäume auf dem Schulhof erinnern, unter dem Namen „Bürgerknabenschule“ errichtet. Von 1903 bis 1937 wurde es auch als Gewerbeschule genutzt, von 1911 bis 1932 auch als kaufmännische Schule. 1932 entstand ein Anbau im Stil des Neuen Bauens. Die Namengebung wechselte von Nationalsozialist Dietrich Eckart (ab 1934) über Käthe Kollwitz (ab 1946) zu Goethe (ab 1950). Um 1970 wurde der Anbau von 1932 aufgestockt. Im Jahr 1976 wurde an der Nordseite ein eingeschossiger Anbau errichtet. 1997 wurde der Schulbetrieb für die Umbauarbeiten zum neuen Gymnasialgebäude eingestellt.

### Heutiger Campus
Der heutige Campus des Richard-Wossidlo-Gymnasiums umfasst nahezu den gesamten Bereich zwischen Richard-Wossidlo-Straße, Güstrower Straße, Eisenbahnstrecke (Lloydbahn) und dem Tiefwarensee. Dies entspricht dem ursprünglichen Standort des Gymnasiums, welcher nach einer ausgiebigen Modernisierung der Anlage 2002 wieder bezogen wurde. Zuvor fand der Unterricht in zwei Plattenbauten aus der DDR-Zeit statt.
Der Komplex umfasst sechs Gebäude. Sie beherbergen Unterrichtsräume für Mathematik und Kunst sowie die Schulleitung, die Aula und die alte Gymnasialbibliothek (Stammhaus/Wossidlohaus). Die meisten Unterrichtsräume, hauptsächlich für den gesellschaftswissenschaftlichen und sprachlichen Unterricht, die Cafeteria sowie die neue Gymnasialbibliothek befinden sich im Goethehaus. In den neu gebauten Gebäuden befinden sich Fachkabinette für den Musik- und den Informatikunterricht (Konrad-Zuse-Haus), für Physik, Biologie und Chemie sowie eine gläserne Pausenhalle (Leibniz-Haus).
Der Stein vor dem Haupthaus weist mit der Inschrift „Richard Wossidlo Gymnasium Waren (Müritz)“, die grammatikalisch eine fehlerhafte Trennung zusammengesetzter Wörter durch Leerzeichen enthält.

## Alte Gymnasialbibliothek
1869 erfolgte die Gründung der Gymnasialbibliothek zu Waren. Sie beherbergt noch heute am historischen Standort Bestände aus überregional bedeutsamen Werken aus allen für die Schule relevanten Wissensgebieten sowie tausende Schulprogramme verschiedener Gymnasien aus ganz Europa. Derartige historische Buchbestände in Mecklenburg gibt es sonst nur noch in der Gymnasialbibliothek in Bad Doberan. Der Bibliotheksraum ist mit einer hölzernen Galerie ausgestattet und wurde als einziger Raum des Gymnasiums in seinem historischen Zustand erhalten. Nach dem Auszug der Erweiterten Oberschule aus dem Gymnasialgebäude 1982 hatte man den Bibliotheksraum als Arbeits- und Aufbewahrungsraum für das Warener Stadtarchiv genutzt. In diesem Zusammenhang wurden umfangreiche Teilbestände der Gymnasialbibliothek an das Staatliche Antiquariat Neubrandenburg verkauft. Dadurch gingen ca. 1000 Bände verloren. Der Rest wurde durch Mitarbeiter der damaligen Stadt- und Bezirksbibliothek Neubrandenburg gerettet, die einen Rückkauf initiierten. Die zurückgekauften Bestände lagerten von 1984 bis 1991 in der heutigen Regionalbibliothek Neubrandenburg und kamen dann als deren Leihgabe zurück an ihren ursprünglichen Ort in der Gymnasialbibliothek.
2016 wurde die Bibliothek maßgeblich saniert.

## Kulturelle Aktivitäten
Eine Ausstellung von Schülerarbeiten wird, von den Kunsterziehern im „Haus des Gastes“ in Waren (Müritz) ausgerichtet.
Seit 1955 bis in die Gegenwart findet jährlich der „Wossidlo-Tag“ statt, an dem auch die Wossidlo-Preise für herausragende Schüler verliehen werden. Feste Bestandteile sind hierbei der Festakt und der Wossidlo-Ball, der von den Schülern selbst gestaltet und durchgeführt wird.

## Erfolge
Beim Wettbewerb Jugend forscht erlangten Schülergruppen des Gymnasiums 2004 den Bundessieg in der Kategorie Geo- und Raumwissenschaften und 2005 einen Sonderpreis auf Bundesebene sowie einige Landessiege in den letzten Jahren.
Bei den Mathematikolympiaden wurden Bundessiege, zuletzt 2000 in Berlin, und Erfolge auf Landesebene errungen.
Beim internationalen  Wettbewerb Das Papierschiff der Universität Rostock wurde 2003 von Schülern des Richard-Wossidlo-Gymnasiums ein neuer Weltrekord aufgestellt, der 2004 nochmals verbessert werden konnte.
Bei den Drachenboot-Eupromeisterschaften 2023 in Ravenna erreichte das Schulteam „Schlagseite“ vier Europameistertitel.

## Schulleiter
- Eugen Briegleb 1869–1876
- Carl Holle 1876–1900
- H. Polstorf 1900–1908
- Martin Leopoldi 1908–1916
- Wilbrandt 1916–1928
- H. Borgmann 1928–1933
- Peters 1933–1939
- Leopold Köhler 1940–1944
- Gustav Piehler 1944–1945
- Leopold Köhler 1945–1951
- Kurt Wenzlitschke 1951–1952
- Wolfgang Weißbrich 1952–1954
- Hubert Esters 1954–1961
- Werner Kletzin 1961–1976
- Leonhard Heubner 1976–1990
- Manfred Glaß 1990–2013[4]
- Kai Behrns seit 2013[5]

## Bekannte Schüler
- Otto Sprengel
- Franz Joseph von Bülow
- Hugo Seemann
- Walter Wegner.
- Klausjürgen Wussow
- Heiner Müller
- Ernst Schmutzer
- Günter Pilgrim
- Heinz Penzlin
- Diethard Nickel
- Jürgen Seidel
- Rudolf Borchert
- Sylvia Bretschneider
- Nadine Julitz